# Anna Amalia z Brunszwiku-Wolfenbüttel
Anna Amalia, księżna z Saksonii-Weimar-Eisenach (ur. 24 października 1739 w Wolfenbüttel; zm. 10 kwietnia 1807 w Weimarze) – piąte dziecko z trzynaściorga pary książęcej Karola I z Brunszwiku-Wolfenbüttel (1713–1780) i Filipy Charlotty Pruskiej (urodzonej von Brandenburg-Preußen) (1716–1801).

## Młodość
Kształceniem księżniczki, stosownie do jej pozycji, zajmowali się przede wszystkim teologowie Johann Friedrich Wilhelm Jerusalem oraz Matthias Theodor Christoph Mittelstädt. Podstawą wychowania były lekcje religii, prowadzone zarówno po niemiecku, jak w języku francuskim. Poza tym uczyła się historii powszechnej, o władcach państw oraz historii państwowości Rzeszy (cesarstwa niemieckiego), geografii oraz kształciła się w sztukach pięknych, a więc również w tańcu i grze na fortepianie.

## Rodzina
Szesnastoletnia księżniczka w 1756 poślubiła księcia (tak jak i ona wyznania ewangelicko-luterańskiego) Ernsta Augusta II Constantina z Saksonii-Weimar-Eisenach (1737–1758). W Weimarze urodziła dwóch synów: następcę tronu Karola Augusta (1757–1828) i Constantina (1758–1793). Jeszcze przed urodzeniem się drugiego dziecka książę zmarł w 1758. Anna Amalia pozostała wdową do końca życia.

## Regencja
Po przedwczesnej śmierci chorowitego księcia, Anna Amalia, jako regent, objęła władzę 30 sierpnia 1759 w księstwie Saksonii-Weimaru-Eisenach w zastępstwie swych niepełnoletnich synów. W swych poczynaniach napotkała na zdecydowany, przybierający na sile, opór samorządu stanowego (feudalnego). Starała się wprowadzić reformy w wymiarze sprawiedliwości, polityce społecznej i oświacie, jednak pozostały one niespełnione. W stosunkach między władzami a ogółem mieszkańców księstwa występowały napięcia wywołane dobroczynnymi reformami powodującymi niezadowolenie ludności przywiązanej do tradycyjnych form życia. Protest społeczny objawił się jako rozruchy 1774, których bezpośrednią przyczyną był wprowadzony od 1771 specjalny podatek na kształcenie położnych. Następnego dnia po tumulcie 6 maja został prawie całkowicie spalony zamek książęcy, jako siedziba chciwej księżnej-regentki.
Gdy Anna Amalia 3 września 1775 przekazywała władzę już pełnoletniemu synowi Karolowi Augustowi, finanse państwa były w katastrofalnym stanie spowodowanym przez wojnę siedmioletnią (1756-1763) oraz na skutek nadmiernych wydatków na utrzymanie dworu książęcego. Na domiar złego zamek książęcy (niem. Weimarer Stadtschloss) był zniszczony na skutek pożaru po rozruchach społecznych w 1774 i wymagał odbudowy.

## Wychowanie synów
Wychowaniem synów zajmował się polityk i dyplomata Johann Eustach von Schlitz zwany „hrabią Görtz” oraz inni nauczyciele prywatni (domowi). Jednak księżna nie darzyła hrabiego zbytnim zaufaniem i aby zyskać sojusznika przeciw hrabiemu Görtz sprowadziła na dwór 1772 jako jednego z nauczycieli synów znanego poetę Christopha Martina Wielanda, zainspirowana jego twórczością literacką. Jednak ten plan nie został spełniony. Wieland i Görtz zabiegali o przychylność księcia Karola Augusta, który wkrótce miał zostać suwerennym władcą. Pod koniec sprawowania regencji Anna Amalia zwolniła hrabiego, a Wieland pozostał w Weimarze i służył księżnej-matce radą w sprawach literackich oraz udzielał się towarzysko.
Anna Amalia, chociaż akceptowała do pewnego stopnia idee oświeceniowe, jednak przestrzegała zasad etykiety (tak ją wychowano), na przykład swego młodszego syna Constantina dwa razy odwiodła od małżeństwa: najpierw ze „zwykłą” szlachcianką, która nie pochodziła z arystokracji (jako Niederadel niem.), a potem z panną z mieszczaństwa francuskiego.
Młodszy brat księcia, Friedrich Ferdinand Constantin, wstąpił do wojska. Brał udział w oblężeniu Moguncji, gdzie zmarł w 1793 na chorobę zakaźną.

## Życie dworskie
Sprawując władzę regenta księżna stała zawsze w centrum uwagi arystokracji przebywającej na dworze. Czasami życie dworskie urozmaicali goście przybywający na bale maskowe lub przedstawienia teatru dworskiego, działającego jednak tylko do 1774. Po pożarze zamku księżna utrzymywała własny dwór wdowi, niezależnie od dworu panującego księcia.
Po przekazaniu władzy synowi 1775 Anna Amalia dopuszczała do udziału w życiu towarzyskim (na dworze) również osoby pochodzenia mieszczańskiego (czyli spoza arystokracji), prawie wyłącznie artystów i uczonych (prawie nie było wśród nich kobiet), jak na przykład byli to: dawny nauczyciel jej synów Christoph Martin Wieland, literat oraz iluminat (mason) Johann Joachim Christoph Bode, profesor sztuki Adam Friedrich Oeser z Lipska, malarz Georg Melchior Kraus oraz znawca starożytności Carl August Böttiger. Panie zapraszane przez księżnę pochodziły przede wszystkim z niższej szlachty (niem. Niederadel).
Korespondencja prowadzona przez księżnę służyła jej przede wszystkim do bycia „na bieżąco” w kwestiach modnych kierunków sztuki, wydarzeń towarzyskich i politycznych.
Po 1790 księżna Anna Amalia straciła wiodącą pozycję w Weimarze na rzecz panującego księcia Karola Augusta i jego małżonki Luizy, jednocześnie zachowywała się z dystansem wobec dążeń Goethego i Schillera co do nadania Weimarowi roli estetycznego centrum opiniotwórczego.